# La-baszer
La-baszer – według „Sumeryjskiej listy królów” ósmy władca tzw. I dynastii z Uruk. Dotyczący go fragment brzmi następująco:
„La-baszer (z Uruk) panował przez 9 lat”.